# Hartsteinwerk Werdenfels

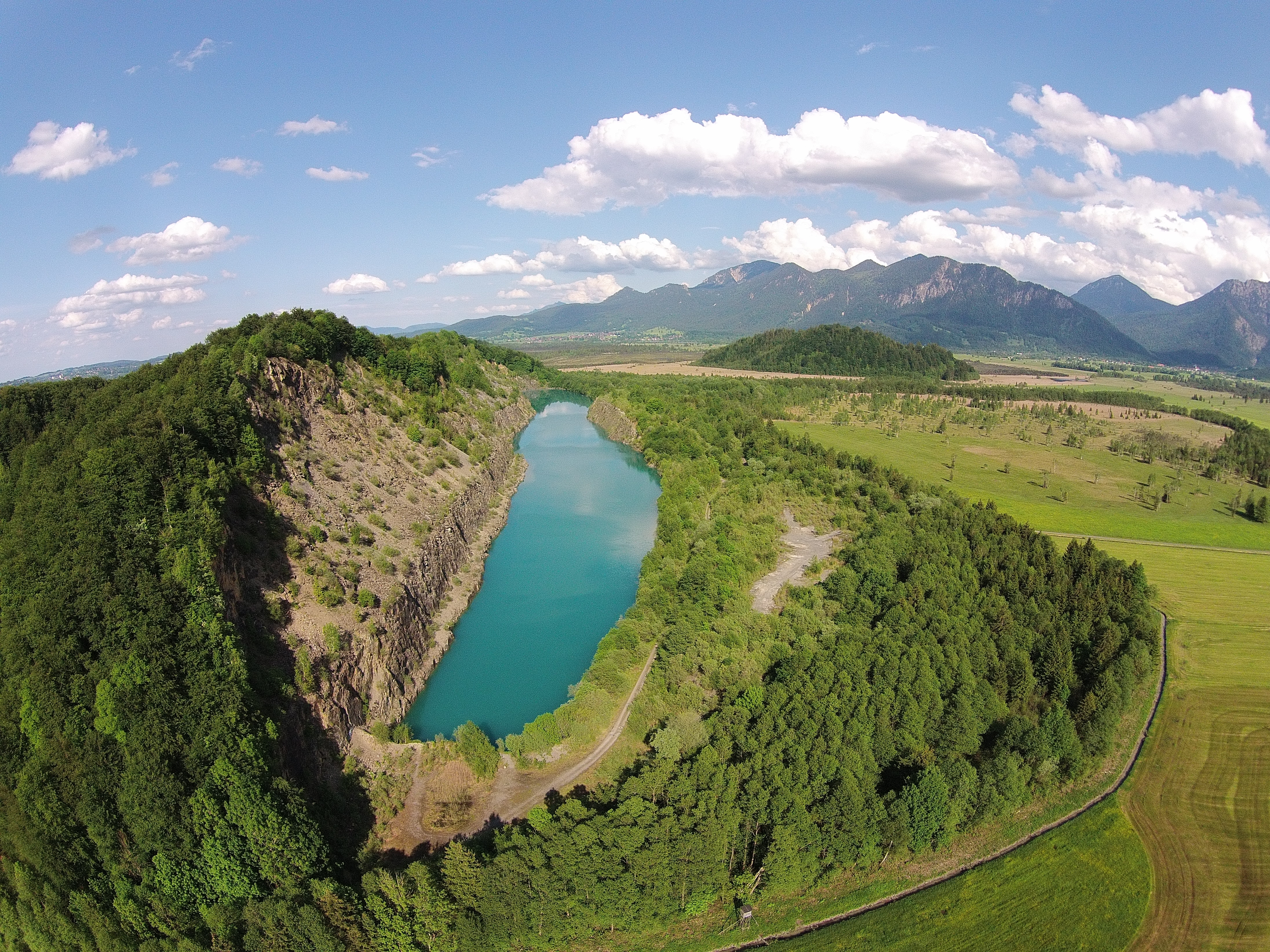
Luftaufnahme der Abbaugrube Mai 2016

Das Hartsteinwerk Werdenfels war ein Steinbruch am Langen Köchel im Murnauer Moos bei Eschenlohe nördlich des Werdenfelser Lands. Der 1930 gegründete und 2000 aufgelassene Betrieb war zeitweise der wichtigste Lieferant von Bahn- und Straßenschotter in Südbayern. Das Hartgestein wurde unter dem Handelsnamen Glaukoquarzit vermarktet.

## Geschichte

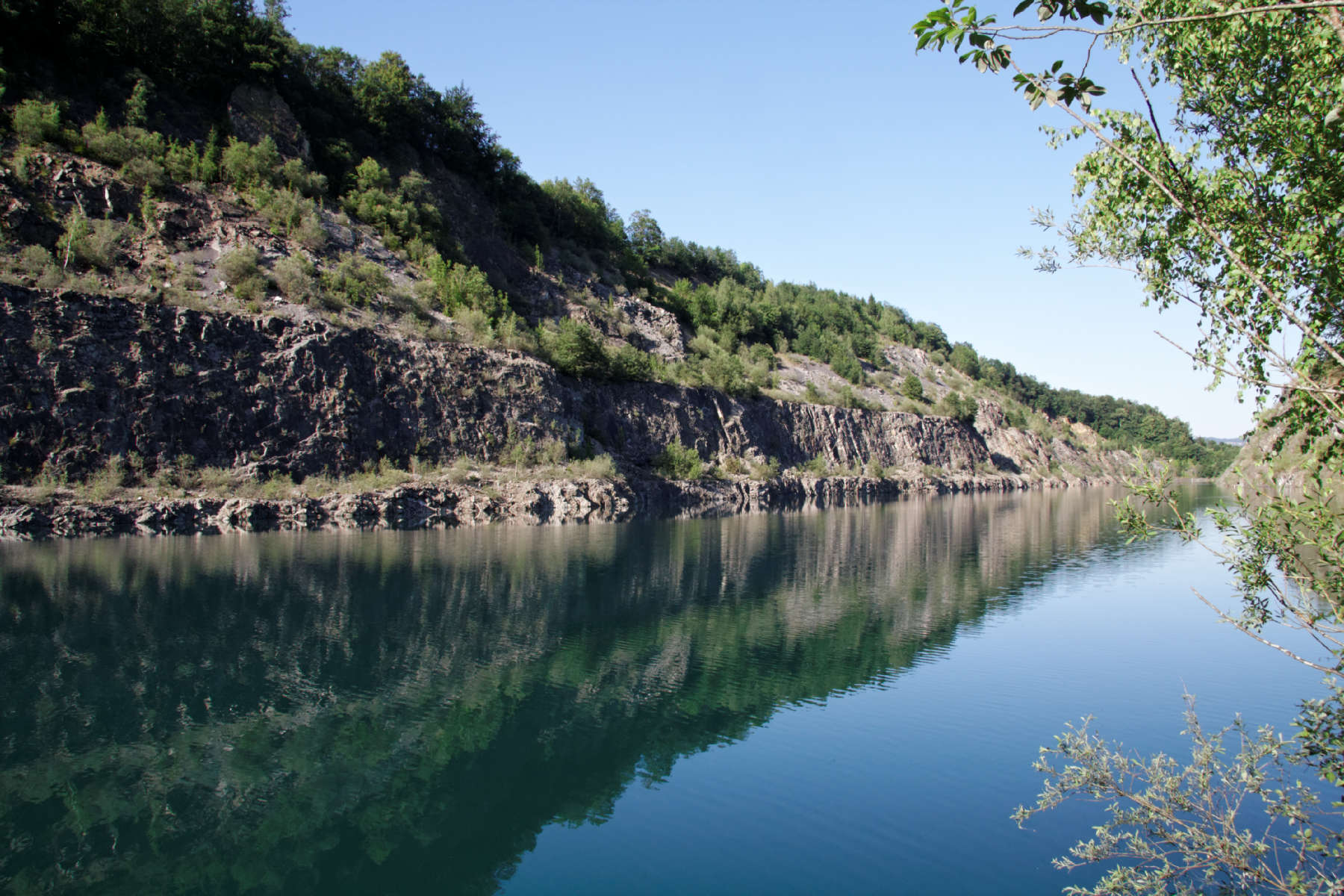
Geflutete Grube (2011)

Die Gesellschaft wurde 1927 von August Peisl (Neubeuern) und Georg Tilger (Weilheim) gegründet und nahm im August 1930 die Produktion am Langen Köchel auf, einem rund 120 Meter hohen eiszeitlichen Rundhöcker am Westrand des Murnauer Mooses. In den Jahren 1929/1930 wurde dazu eine 4,1 Kilometer lange Seilbahn zwischen dem Werk und einer Verladestelle an der Bahnstrecke München-Garmisch errichtet. Sie überquerte unter anderem die spätere Bundesstraße 2 und unterquerte ab 1972 die Bundesautobahn 95. Nach wirtschaftlich schwierigen Anfangsjahren wurde das Unternehmen 1934 durch die Süddeutschen Basaltwerke Immendingen übernommen, die es in die Profitabilität brachten.
Durch Großaufträge der Deutschen Reichsbahn erreichte das Werk in den Jahren 1941/42 seine höchste Absatzzahl von rund 750.000 Tonnen pro Jahr, dabei wurden auch Fremd- und Zwangsarbeiter sowie französische Kriegsgefangene eingesetzt. Eine erneute Krise nach Kriegsende führte dazu, dass der Betrieb 1947 an Gebr. Späth und Gehrmann überging.
Ab dem Jahr 1967 wurden große Mengen an Gleisschotter für den U-Bahn-Bau und für den Ausbau des S-Bahn-Netzes in München geliefert. 1972 war das oberirdische Abbaugebiet an der Südflanke ausgeschöpft und eine Ausweitung auf weitere Flächen an der Nordwestflanke des Langen Köchel aus Naturschutzgründen nicht möglich. In den Folgejahren wurde deshalb unter Bodenniveau eine schließlich 40 Meter tiefe, 50 Meter breite und 1,1 Kilometer lange Grube angelegt. 1981 übernahm der Baukonzern Hochtief das Unternehmen.
Nachdem das umliegende Murnauer Moos bereits 1980 zum Naturschutzgebiet erklärt worden war und 1994 jede Erschließung neuer Abbaufelder endgültig gerichtlich gescheitert war, wurde die Produktion im Jahr 2000 eingestellt. Nach Schließung des Betriebs gab es Forderungen, Teilstücke der Seilbahn und den 1953 erbauten, 300 Plätze fassenden Speisesaal des Werks als Industriedenkmäler zu erhalten, beides wurde aber nicht realisiert und der Rückbau sollte komplett umgesetzt werden. Aufgrund einer Population nistender Fledermäuse, die in der ehemaligen Kantine gesichtet wurden, wurde der Abriss der Kantine aus Naturschutzgründen gestoppt. In dem übrig gebliebenen (einsturzgefährdeten) Vorderteil brüten nach wie vor im Sommer Fledermäuse. Das Tagebaurestloch war nach wenigen Jahren vollständig geflutet. Der nunmehr als Langer-Köchel-See bezeichnete Himmelsteich besitzt keine oberflächigen Zu- oder Abläufe und bezieht sein Wasser aus Grundwassereinsickerungen und Niederschlägen. Die Wasseroberfläche liegt auf einer Höhe von 628 m ü. NN. Nördlich des Sees steigt das Gelände steil auf 710 m ü. NN an.
Der Steinbruch am Langen Köchel ist vom Bayerischen Landesamt für Umwelt als ein wertvolles Geotop (180A004) ausgewiesen.

## Flora und Fauna

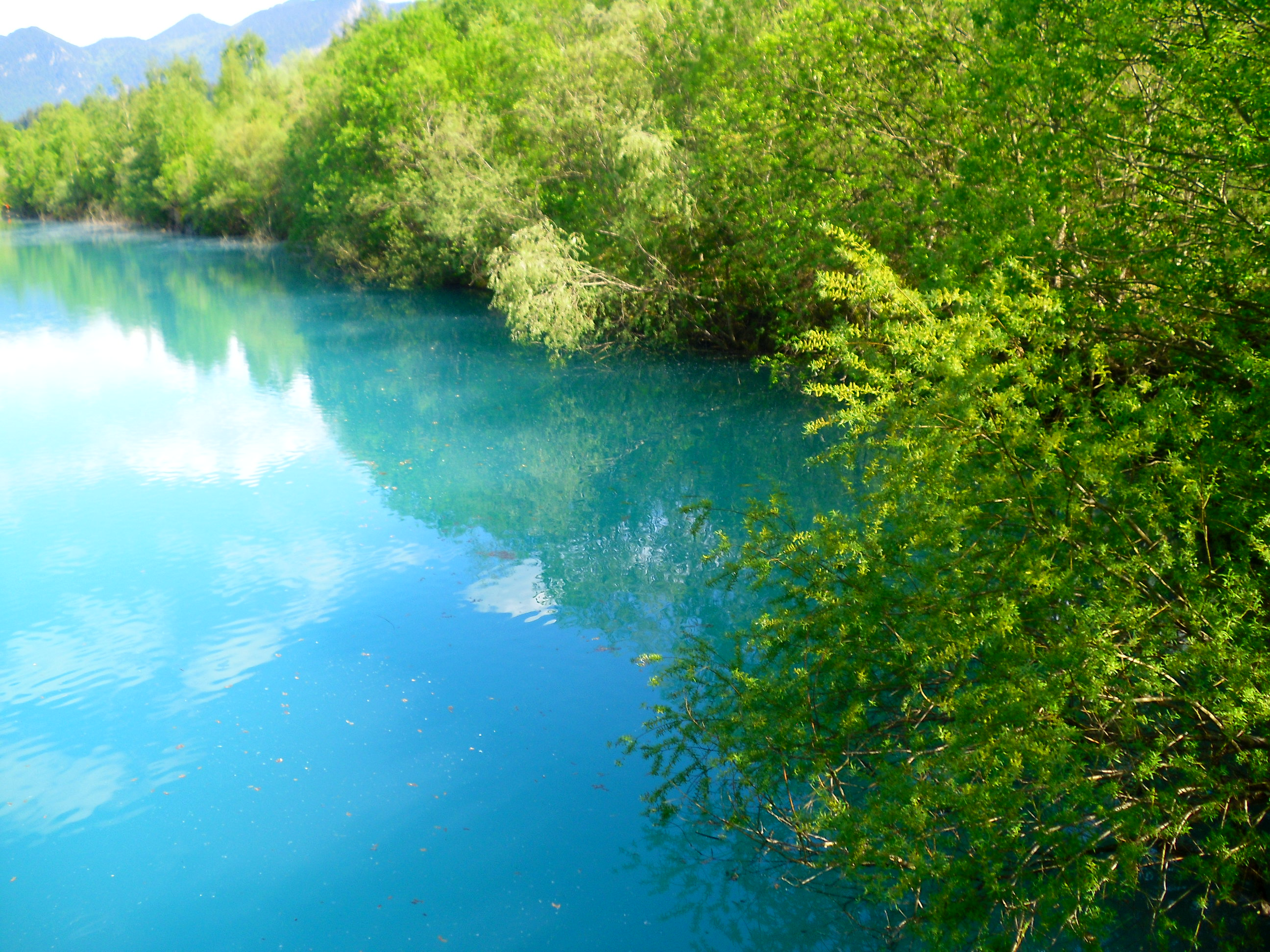
Bucht am westlichen Ende der Abbaugrube

Nach über einem Jahrzehnt hat die Natur langsam den Wasserkörper für sich entdeckt. Karpfenartige Fische bis zu einer Länge von ca. 40 cm sind in geschützten Bereichen nah der Wasseroberfläche beim Laichen zu beobachten.
Auch viele Amphibien nutzen den im Murnauer Moos gelegenen Grundwassersee zur Fortpflanzung.

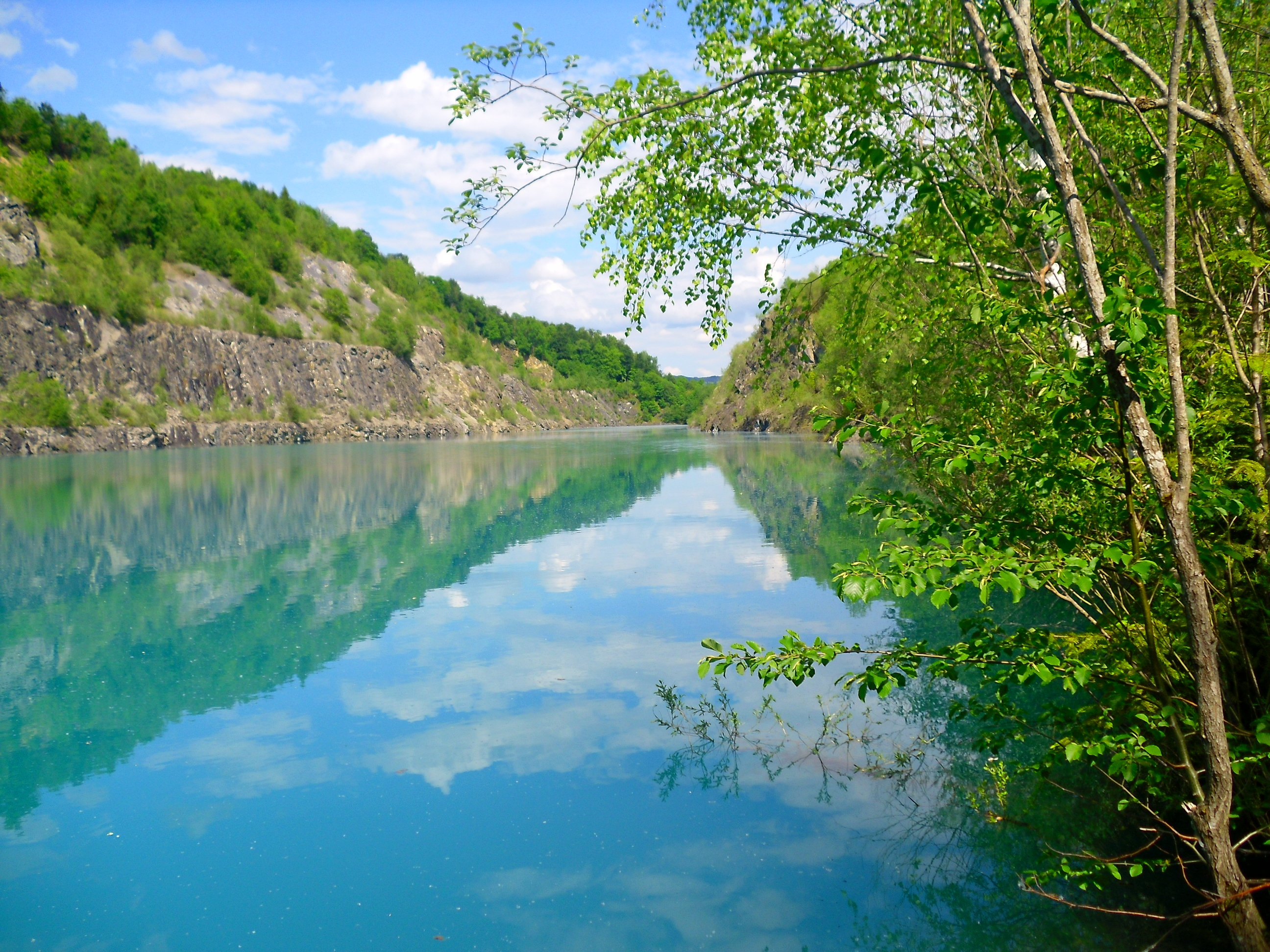
Der lange Köchel im Mai 2016

Wasservögel sind selten zu finden. Es ist jedoch davon auszugehen, dass die vorhandene Fischpopulation über das Gefieder von Vögeln eingeschleppt wurde.